# BSN川口ラジオ中継局
BSN川口ラジオ中継局（ビーエスエヌかわぐちラジオちゅうけいきょく）は、新潟県長岡市の旧北魚沼郡川口町に置かれていた新潟放送の中波放送中継局である。

## 概要
- 当ラジオ中継局は、2004年（平成16年）10月23日に発生した新潟県中越地震で、北魚沼郡川口町（当時）及びその周辺地域において、より明瞭に情報提供するための措置として設置された臨時災害放送局である。
- なお、当ラジオ中継局は、長岡ラジオ放送局（JODE）の管内だった。

## 送信施設概要
| 放送局名    | 周波数  | 空中線電力 | 放送対象地域 | 放送区域内世帯数 |
| BSN新潟放送 | 1485kHz | 100W       | 新潟県       | 約-世帯          |

- なお、免許期間は、2004年10月28日から12月31日まで。